# Theodor von Watter

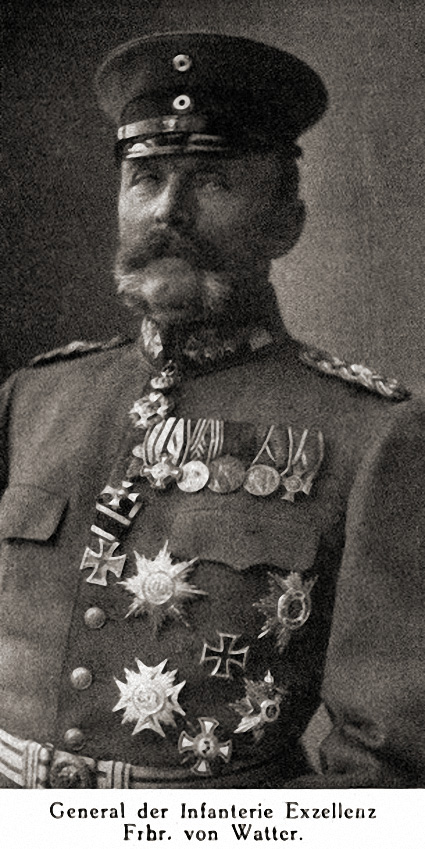
Theodor von Watter

Ernst Theodor Freiherr von Watter (* 5. November 1856 in Gmünd; † 22. Januar 1922 in Baden-Baden) war ein württembergischer General der Infanterie im Ersten Weltkrieg.

## Leben

### Herkunft
Watter entstammte dem alten pommerschen Adelsgeschlecht derer von Watter. Sein Vetter Oskar schlug ebenfalls die Offizierslaufbahn ein, brachte es bis zum Generalleutnant und wurde während des Ersten Weltkriegs ebenfalls mit dem Orden Pour le Mérite ausgezeichnet. Auch seine Vetter Karl (1833–1901) und Hermann (1848–1911) waren Württembergische Generalleutnante.

### Militärkarriere
Watter trat am 6. April 1874 als Fähnrich in das 7. Infanterie-Regiment Nr. 125 der Württembergischen Armee in Stuttgart ein. Dort erfolgte am 10. Oktober 1875 seine Beförderung zum Sekondeleutnant. Als solcher fungierte er vom 1. März 1877 bis 1. Juni 1884 als Adjutant des II. Bataillons. Zwischenzeitlich war Watter am 21. Mai 1884 Premierleutnant geworden. Vom 21. März 1888 bis 4. Mai 1890 kommandierte man ihn zum Großen Generalstab nach Berlin und verwendete Watter anschließend unter gleichzeitiger Beförderung zum Hauptmann als Kompaniechef im 8. Infanterie-Regiment Nr. 126 in Straßburg. Nachdem er dort Erfahrungen im Truppendienst gesammelt hatte, erfolgte am 23. September 1891 seine Kommandierung nach Preußen in den Großen Generalstab. Daran schloss sich ab 14. September 1893 eine Verwendung als Erster Generalstabsoffizier im Generalstab der 31. Division sowie unter Entbindung von seinem Kommando nach Preußen ab 18. Juni 1895 in gleicher Stellung bei der 26. Division (1. Königlich Württembergische) an. Als Major (seit 14. November 1895) wurde er am 18. August 1896 zum Kommandeur des III. Bataillons im Grenadier-Regiments „König Karl“ (5. Württembergisches) Nr. 123 in Ulm ernannt. Ab 21. April 1898 fungierte Watter anschließend als Erster Generalstabsoffizier des XIII. (Königlich Württembergisches) Armee-Korps. Nach knapp vier Jahren wurde er wieder in den Großen Generalstab und zeitgleich nach Stettin zum II. Armee-Korps kommandiert. Hier erfolgte am 22. April 1902 seine Beförderung zum Oberstleutnant und man beauftragte ihn ab 29. Mai 1902 zunächst mit der Wahrnehmung der Geschäfte des Chefs des Generalstabs, bevor man Watter am 18. April 1903 zum Chef ernannte. Von diesem Posten schied er am 21. April 1905 und wurde unter gleichzeitiger Beförderung zum Oberst Kommandeur des in Konstanz stationierten 6. Badischen Infanterie-Regiments „Kaiser Friedrich III.“ Nr. 114. Diese Regiment hatte u. a. die Wachkompanie für die Burg Hohenzollern zu stellen. Für seinen Dienst erhielt Watter das Ehrenkomturkreuz des Fürstlichen Hausordens von Hohenzollern und übernahm nach zweijähriger Tätigkeit am 14. April 1907 das Grenadier-Regiment „Königin Olga“ (1. Württembergisches) Nr. 119 in Stuttgart. Vom 24. März bis 19. April 1909 war Watter mit der Führung der 56. Infanterie-Brigade beauftragt und wurde anschließend unter gleichzeitiger Beförderung zum Generalmajor zu deren Kommandeur ernannt. Diese Stellung bekleidete Watter bis zum 21. März 1912. Er wurde dann nach Colmar zur 39. Division versetzt und zunächst mit der Führung beauftragt. Einen Monat später folgte seine Beförderung zum Generalleutnant sowie die Ernennung zum Divisionskommandeur.
Mit Ausbruch des Ersten Weltkriegs und der Mobilmachung wurde seine Division erstmals bei Mülhausen und Sennheim in Kämpfe verwickelt. Eine Abteilung konnte daraufhin Thann einnehmen. Während der Schlacht in Lothringen gelang es der Division am 20. August 1914 die Franzosen auf St. Léon zurückzudrängen. Am 30. August 1914 gab Watter das Kommando über die Division ab und wurde mit der Führung des XIV. Armee-Korps beauftragt. Im Verbund mit der 6. Armee beteiligte es sich an der Schlacht bei Arras sowie bei Lille. Dann ging das Korps in Flandern und im Artois in den Stellungskrieg über. Am 9. März 1915 erfolgte Watters Ablösung und seine Übernahme als Führer des XIII. (Königlich Württembergisches) Armee-Korps, das zu diesem Zeitpunkt bei Rawka-Bzura an der Ostfront lag. Ab 13. Juli 1915 kämpfte es dann in der Folgezeit bei der Durchbruchsschlacht am Narew und Watter gelang dabei mit seinen unterstellten Verbänden die Einnahme der Festung Różan. Im September 1915 verlegte das Korps wieder an die Westfront und kam dort zunächst in der Herbstschlacht in der Champagne zum Einsatz. Danach lag es bei Cambrai in Reserve, wo Watter mit Ausbildungsaufgaben betraut war. Nach zwischenzeitlichen Gefechten am Yser-Kanal kämpfte das Korps mit der 1. Armee in der Schlacht an der Somme. Ende August musste Watter, der seit 18. August 1916 General der Infanterie und Kommandierender General war, abkämpfungsbedingt mit seinem Korps aus der Front gezogen werden. Für seine Leistungen wurde Watter durch AKO vom 31. August 1916 der Orden Pour le Mérite verliehen. Nachdem das Korps seine Verluste ergänzt hatte, trat es ab 18. November 1916 abermals an der Somme an, bevor es nach weiteren Stellungskämpfen im Frühjahr 1917 den Rückzug in die Siegfriedstellung antrat. Hier verblieb es über den Rest des Jahres. Während der Schlacht von Cambrai konnte sich Watter ein weiteres Mal bewähren. Kurz vor Beginn der Frühjahrsoffensive im März 1918 musste Watter krankheitsbedingt den Oberbefehl niederlegen. Nach Wiederherstellung seiner Gesundheit trat er im Mai 1918 wieder an die Spitze seines Korps und führte es in der Schlacht bei Soissons. Nach der darauf stattfindenden Schlacht an der Marne befand sich Watter bis Kriegsende in permanenten Abwehrkämpfen gegen die vorrückenden Alliierten und führte seine Truppen nach dem Waffenstillstand von Compiègne in die Heimat zurück.
Watter erbat daraufhin seinen Abschied, der ihm am 20. Dezember 1918 mit der Erlaubnis zum Tragen der Uniform des Grenadier-Regiments „Königin Olga“ (1. Württembergisches) Nr. 119 gewährt wurde.

## Auszeichnungen
- Komtur I. Klasse des Ordens vom Zähringer Löwen[4]
- Komtur des Ordens der Württembergischen Krone[4]
- Komtur I. Klasse des Friedrichs-Ordens[4]
- Würtenbergisches Dienstehrenzeichen I. Klasse[4]
- Komtur II. Klasse des Schwertordens[4]
- Württembergischer Militärverdienstorden
  - Ritterkreuz am 1. November 1914[5]
  - Komtur am 20. Februar 1918[6]
- Eisernes Kreuz (1914) II. und I. Klasse
- Roter Adlerorden II. Klasse mit Stern und Schwertern im Jahre 1915
- Kronenorden I. Klasse mit Schwertern